# Асланбек-Шерипово
Асланбе́к-Шери́пово (также Асламбек-Шерипово; чечен. ГІаьттин кхаьлла) — село в Шатойском районе Чеченской Республики. Является административным центром Асланбек-Шериповского сельского поселения.

## География
Расположено в междуречье рек Аргун и Шароаргун, к юго-востоку от районного центра Шатой.
Ближайшие сёла: на севере — Улус-Керт, Зоны и Юкерч-Келой, на юге — Беной, на юго-востоке — Мусолт-Аул.

## История
В 1874 году село входило в состав I участка Аргунского округа Терской области. Численность населения составляла 242 человека, на территории села находилась одна мечеть. В 1906 году в Гатын-Кале проживало 523 человека.
В 1958 году указом Президиума Верховного Совета РСФСР, селение Солнечное было переименовано в Асланбек-Шерипово, в честь героя гражданской войны, командира Красной Армии Асланбека Шерипова. На территории села находится обелиск, поставленный в 1959 году на могиле Шерипова.
В 1956 году Северо-западнее селения Асланбек-Шерипово советскими археологами было обнаружено Гатын-Калинское поселение и  могильник III—II тысячелетия до нашей эры.
Образовано путем слияния нескольких селений.

## Население
| 1990 | 2002 | 2010  |
| ---- | ---- | ----- |
| 550  | ↗841 | ↗1097 |

## Известные уроженцы села
- Магомадов, Хасуха — последний абрек в СССР.
- Шерипов, Асланбек Джемалдинович — один из руководителей борьбы за Советскую власть на Северном Кавказ в годы Гражданской войны.
- Шерипов, Майрбек Джемалдинович — организатор антисоветского движения в Чечне в 1941—1942 гг, младший брат А.Шерипова.